# شتيفن فولفارت
شتيفن فولفارت (بالألمانية: Steffen Wohlfarth)‏ هو لاعب كرة قدم ألماني في مركز الهجوم، ولد في 14 سبتمبر 1983 في فريدريكسهافن في ألمانيا. لعب مع إنغولشتات 04 وبايرن ميونخ 2 وفيهين فيسبادن ونادي روس كاونتي ونادي فرايبورغ.

## وصلات خارجية
- ستيفن فولفارث على موقع قاعدة بيانات كرة القدم.إي يو (الإنجليزية)
- ستيفن فولفارث على موقع بيانات كرة القدم. دي إي (الألمانية)